# Société de Transports Aériens de la Région Ouest
La Société de Transports Aériens de la Région Ouest - STARO était une ancienne compagnie aérienne régionale française basée sur l'Aéroport de Niort dans le département des Deux-Sèvres effectuant du transport à la demande et des liaisons aériennes régulières.

## Histoire
En 1946, une société d'aviation était créée à Niort et prenait le nom de Société de Transports Aériens de la Région Ouest connue sous l'acronyme STARO, première compagnie aérienne niortaise dont le siège se trouvait au 222 Avenue de Paris sur la commune de Niort,,.
Elle inaugurait le 15 juillet 1946 les premières lignes régulières à savoir La Rochelle-Niort-Paris, Nantes-Niort-Poitiers-Vichy-Lyon et Nantes-La Rochelle-Bordeaux,,,.
En 1948, La STARO commercialisait les lignes Nantes-Niort-Limoges-Marseille, Nantes-Niort-Poitiers-Montluçon-Vichy-Lyon et Niort-La Rochelle.

## Le réseau
- Pau-Limoges-Paris
- Pau-Bordeaux-Cognac-Niort
- La Rochelle-Niort-Poitiers-Tours-Paris
- Niort-Paris
- Nantes-La Rochelle-Bordeaux
- Nantes-La Rochelle-Niort-Vichy-Lyon
- Nantes-Niort-Limoges-Marseille
- Nantes-Niort-Poitiers-Montluçon-Vichy-Luon

## Flotte
- Douglas Dakotas DC-3